# بییاسید د کامپس
بییاسید د کامپس (به اسپانیایی: Villacid de Campos) یک شهرستان در اسپانیا است که در استان وایادولید واقع شده‌است.